# Auxy (Loiret)
Auxy település Franciaországban, Loiret megyében. Lakosainak száma 954 fő (2022. január 1.). Auxy Beaune-la-Rolande, Bordeaux-en-Gâtinais, Corbeilles, Égry, Gaubertin, Juranville, Sceaux-du-Gâtinais és Beaumont-du-Gâtinais községekkel határos.

## Népesség
A település népességének változása:
| Lakosok száma | 748  | 656  | 682  | 972  | 956  | 967  | 987  | 971  | 965  | 954  |
|               | 1968 | 1982 | 1990 | 2006 | 2013 | 2015 | 2017 | 2019 | 2020 | 2022 |